# Böhlen (Riesa)
Böhlen ist ein Ortsteil der sächsischen Stadt Riesa im Landkreis Meißen.

## Geografie

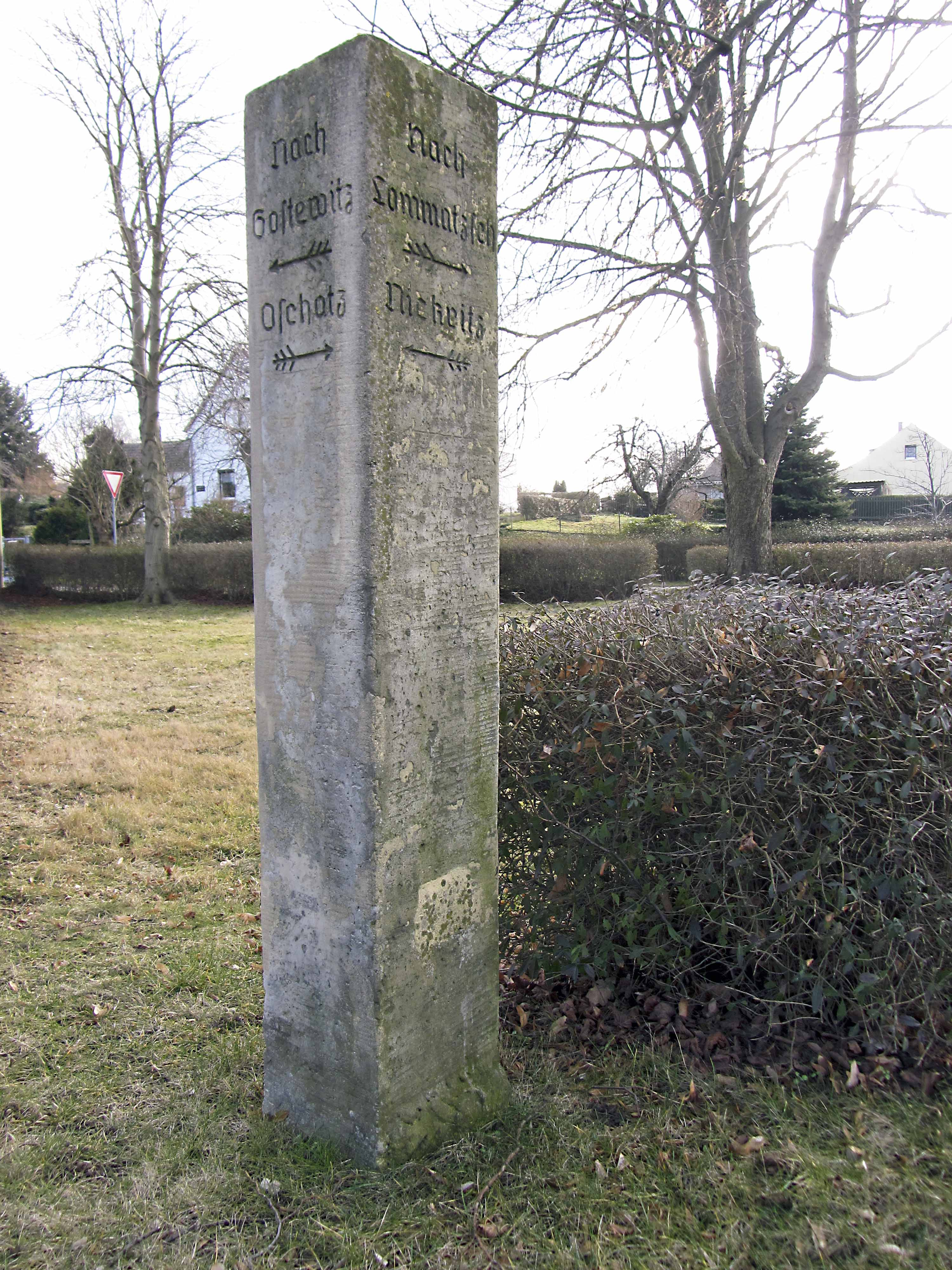
Wegweiserstein aus Böhlen

Das Dorf liegt südöstlich von Jahnishausen und steigt in der Talaue des Keppritzbaches, eines Nebenflusses der Jahna, von 110 Metern bis 220 Metern über Normalnull (NN) an. Östlich von der Siedlung liegen Gostewitz und Heyda, südöstlich von Böhlen liegt Prausitz. Westlich von Böhlen liegen Kalbitz und Seerhausen, südwestlich liegt Plotitz und südlich Mehltheuer. Die Siedlung besteht aus einer ehemaligen Schäferei und einem Bauernweiler.

## Geschichte

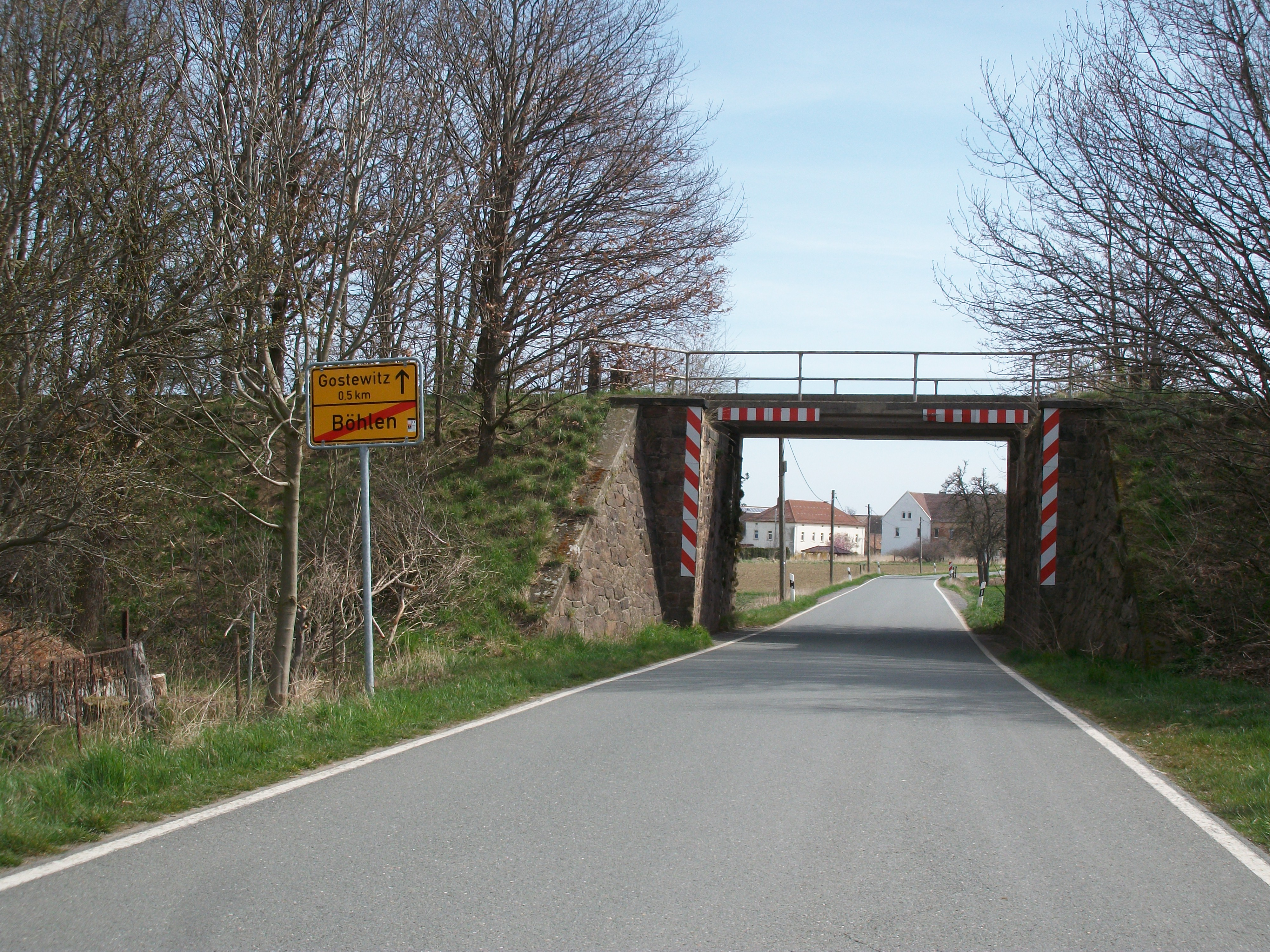
EÜ Böhlener Straße der Bahnstrecke Riesa–Nossen in Böhlen (2022)

Der Ort wurde im Jahr 1334 zum ersten Mal erwähnt. Der Name war mehrmaligen Änderungen unterzogen, so wurde der Ort im Jahr 1334 Bulin genannt, 1378 Balen, 1454 Bolen, 1547 Bhoelen, 1552 Bollnn, 1555 Boͤlen, 1594 Bohlen, Böhlen, Scheferey  und Böhlen b. Riesa  im Jahr 1875. Der Name des Ortes bedeutet Dorf des Bol, Bola, einer Kurzform von Boleslaw.
Das Dorf war einige Zeit eine Wüstung, ist in der Karte von Oeder nur als Schäferei eingezeichnet. 1594 wird Böhlen als Schäferei bezeichnet. Der Herr von Schleinitz hat in Jahnishausen und Böhlen das Erbgericht und das Obergericht inne, in den anderen Dörfern hat er das Erbgericht, das Obergericht hat das Amt Meißen inne. 1661 wurden beide Dörfer zusammengerechnet. es heißt Diese alle seindt sehr arme leuthe, haben geringe Treschgärtten undt neben diesen Steuerschocken auch jährlichen Erbzinsen an Geld undt Getreydicht in daß Churfürstlich Erb- und Procuratur Ambt Meißen item zur Braebende Schännewitz abzutragen, dahero  selbige iziger beschaffenheit nach nicht vor voll angesezet werden können. 1667 lebten dort 5 Dreschgärtner mit Gärten geringer Größe, 1688 wohnten hier 5 Dreschgärtner zu je 1/4 Hufe und Wiesen und 1705 ebenso. 1764 gibt es 1 × 2½ Hufen, zwei Einhalbhufner, 5 Viertler, zwei Achtler, zwei Häusler 90 Scheffel zwei Viertel Feld, Drei Scheffel Wiesen. 1748 leben hier neben 7 Gärtnern auch 1 Häusler. 1814 gehörte Böhlen zu Jahnishausen, 1827 wurden das Vorwerk und die Schäferei erwähnt und 1890 gab es 11 Gebäude, die von 107 Einwohnern bewohnt wurden. Danach wurde die Einwohneranzahl von Böhlen mit der von Jahnishausen zusammengezählt. Die Dreschgärtner entwickelten sich im 18. Jahrhundert, besonders aber im 19. Jahrhundert durch Landkäufe oder -pacht zu Kleinbauern. Kirchlich war das Dorf seit mindestens 1539 nach Pausitz gepfarrt. Ab 1930 gehört Böhlen zur Kirchgemeinde Riesa-Pausitz. Schulisch gehörte Böhlen zu Pausitz.
Ab 1843 wurde Böhlen vom Amt Meißen verwaltet, 1856 vom Gerichtsamt Riesa und ab 1875 von der Amtshauptmannschaft Großenhain.
Sachsen kam nach dem Zweiten Weltkrieg in die Sowjetische Besatzungszone und später zur DDR. Nach den Gebietsreform 1952 wurde Böhlen dem Kreis Riesa im Bezirk Dresden zugeordnet. Das bäuerliche Leben in Böhlen wurde nun nach dem Prinzip der Landwirtschaft in der DDR ausgerichtet. Die ehemalige aus Bruchstein erbaute Schäferei mit hohem ziegelgedecktem Walmdach wurde enteignet und kam in den Besitz des Volksgutes Jahnishausen. Einige Jahre nach der Bodenreform schlossen sich die Bauern Böhlens zunächst zur LPG „Karl Liebknecht“ zusammen. Später schlossen sie sich dann der LPG „Florian Geyer“ Mehltheuer an, die in Böhlen einen Betriebsteil unterhielt. In Böhlen hatte der Rat der ehemaligen Gemeinde Jahnishausen ihren Sitz.
Nach der Deutschen Wiedervereinigung kam Böhlen zum wiedergegründeten Freistaat Sachsen. Die folgenden Gebietsreformen in Sachsen ordneten den Stadtteil 1994 dem Landkreis Riesa-Großenhain und 2008 dem Landkreis Meißen zu. Am 1. März 1994 wurde Böhlen zusammen mit der restlichen Gemeinde nach Riesa eingemeindet.

### Bevölkerungsentwicklung
| Jahr | Einwohner                         |
| ---- | --------------------------------- |
| 1552 | 4 besessene Mann, 3 Inwohner      |
| 1667 | 5 Gärtner mit kleinen Gärten      |
| 1688 | 5 Gärtner je 1/4 Hufen            |
| 1705 | 5 Gärtner je 1/4 Hufen            |
| 1748 | 7 Gärtner, 1 Häusler, 1 1/3 Hufen |
| 1834 | 42                                |
| 1871 | 85                                |
| 1890 | 107                               |
| 1994 | → Riesa                           |